# Commune de Paris en Espagne

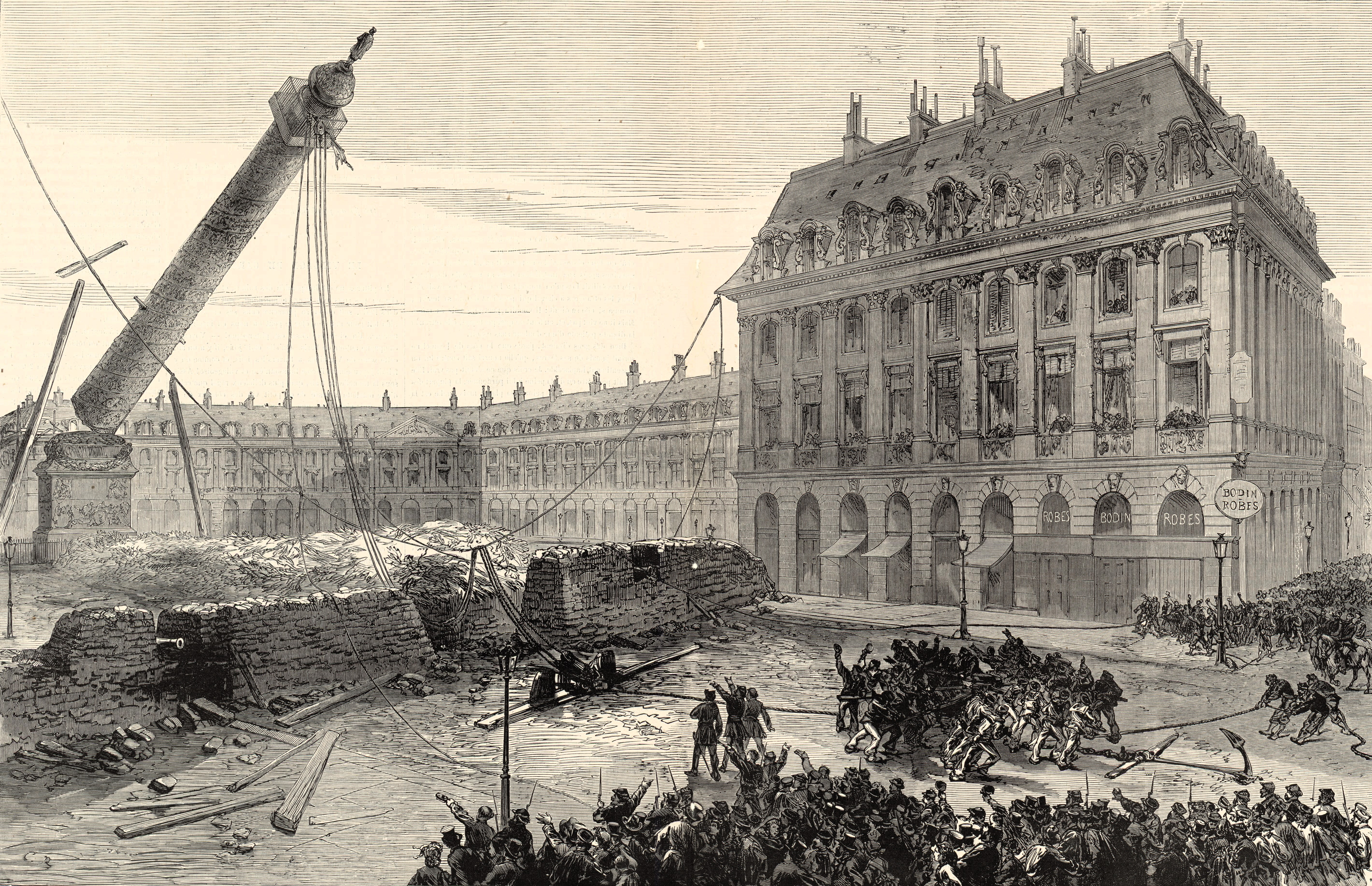
Démolition de la Colonne Vendôme, érigée en honneur de Napoléon, pendant la Commune de Paris. La presse espagnole rapporte cet évènement, en l'analysant comme preuve de l'antipatriotisme des Communards.

La Commune de Paris eut beaucoup d'influence en Espagne, comme dans le reste de l'Europe. Le gouvernement d'Amédée Ier et les classes dirigeantes envisagent la Commune de Paris (du 18 mars à la semaine sanglante, 21-28 mai de 1871) comme une catastrophe. Ils jugent la Première Internationale responsable de l'évènement (en Espagne, l'AIT s'implante  lors du Congrès Ouvrier de Barcelone de 1870) et prennent donc des mesures contre elle. En revanche, la réaction du mouvement ouvrier est de faire de la Commune un mythe révolutionnaire, afin de rompre avec le républicanisme fédéral.

## Informations sur la Commune de Paris en Espagne

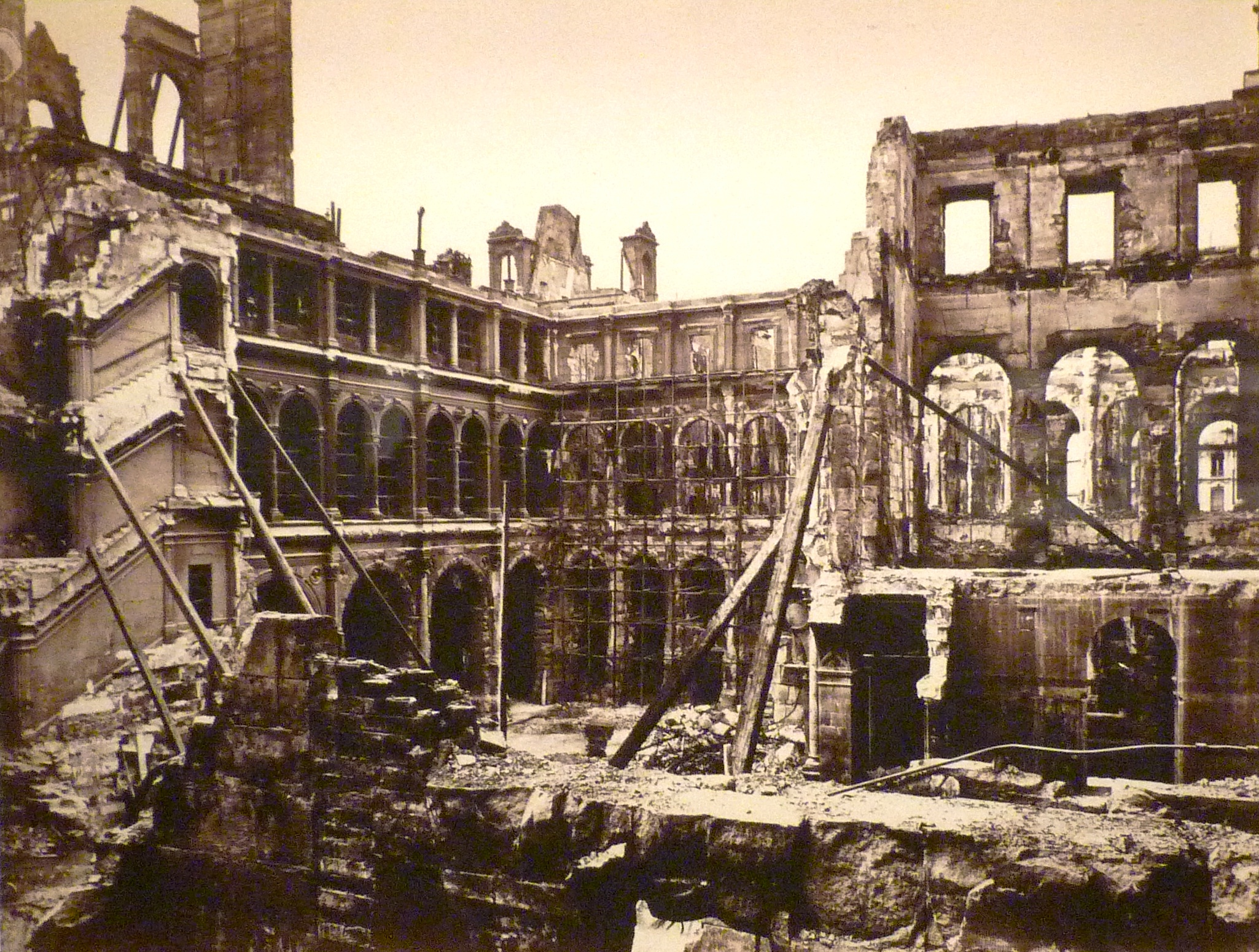
Cour intérieure de la mairie de Paris après l'incendie.

Les journaux espagnols donnent de nombreuses informations sur la Commune de Paris. La majorité condamne les communards, bien que l'on observe des nuances entre eux. La presse catholique traditionaliste présente les faits comme apocalyptiques et ses journalistes parlent de «révolution». La presse libérale évoque les «horreurs déplorées par la nation voisine» et saisit cette occasion pour critiquer la «démagogie» du républicanisme fédéral.Ainsi, dans l'écriture de l'Histoire de la Commune, les journaux insistent sur les destructions accomplies par les Communards, caractérisés par leur antipatriotisme, leur anticléricalisme et leur « socialisme ». Le périodique libéral la Iberia publie dès le début du soulèvement à Paris : « La capitale, en proie à la fureur du socialisme rouge, doit être le théâtre de vandalisme, de pillages et d'effusions de sang. » La revue traditionaliste Altar y Trono écrit : « La haine de la religion du ciel a atteint un point vraiment inconcevable. Tous les crucifix et images de la Vierge Marie sont détruits. »Le 30 mai, après la répression de la Commune, La Iberia publie un article justifiant les fusillades massives car « les notions de Bien et de Juste ne sont pas implantées, comme on le croit généralement, dans tous les cœurs humains », et qui commence ainsi :  
« Le jour du châtiment eut enfin lieu. Les brutes et les lâches assassins qui, pendant plusieurs semaines, ont prostitué la liberté, violant les précieux droits à la vie et à la propriété, et scandalisant le monde par leurs assassinats, leurs vols, leurs sacrilèges, leur tyrannie de bandits, qui terrorisèrent une région, et leur abjecte anarchie gouvernementale, vont, Dieu merci, subir toute la rigueur de la loi. »

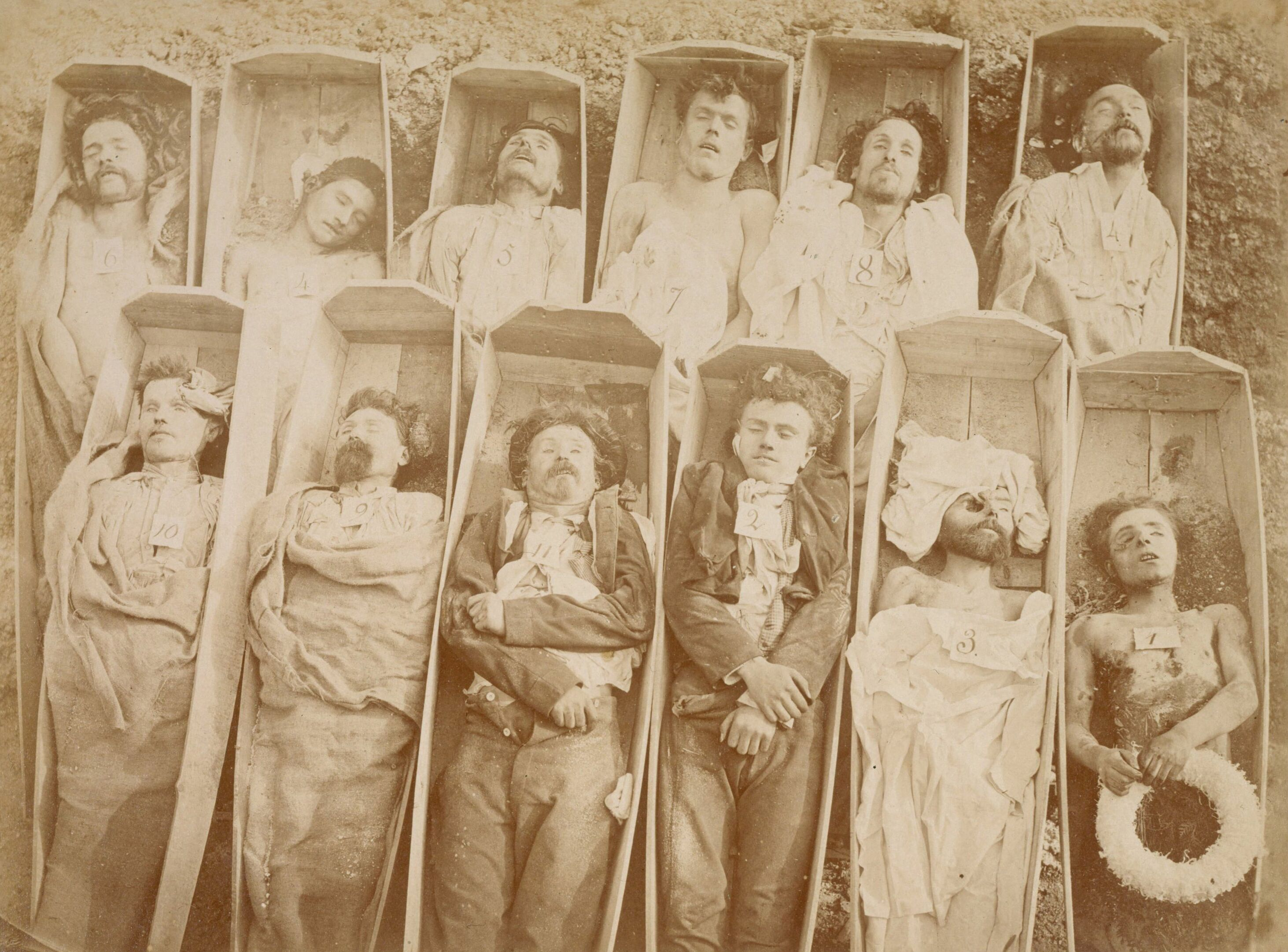
Cadavres d'insurgés dans leurs cercueils, photographie attribuée à Eugène Disdéri, 1871.

Selon l'historien José Álvarez Junco, l'analyse des faits appelle souvent des explications psychologiques, provocatrices et conspiratrices. En termes d'explication psychologique, la Commune fut expliquée comme explosion des plus bas instincts, notamment chez les jeunes (dominés par «le dévorant feu des passions»)  et chez les femmes («elles ressemblaient à d'autres  furies, au cheveu lâché, lançant de l'huile bouillante, du mobilier et des pierres aux soldats, et, se sachant perdues, elles se jetaient sur des baïonnettes, allant encore au combat ». L'explication apocalyptique assimile la Commune au Mal, l'expliquant en des termes bibliques : Paris, « la Babylone moderne », disparaît « par ses crimes », telle « Ninive, Sodome et Gomorrhe »; «la société moderne, dont l'emporium était Paris, a péché par l'intronisation de la raison humaine sur l'autorité divine». D'après la troisième explication, la conspirationniste, la Commune résulte des actes de groupes secrets étrangers, confondus avec l'Internationale, bien que les internationalistes ne soient qu'un autre groupe parmi ceux qui participaient au mouvement
La presse républicaine fédérale tente de fournir une information plus nuancée.  Elle remet en cause les nouvelles de Paris et essaie de distinguer les principes politiques du mouvement communard des possibles excès commis par des éléments incontrôlés, qui, dans tous les cas, sont imputables à la tyrannie dans laquelle ils ont vécu jusqu'alors.

## Réaction des classes dirigeantes et du gouvernement du général Serrano

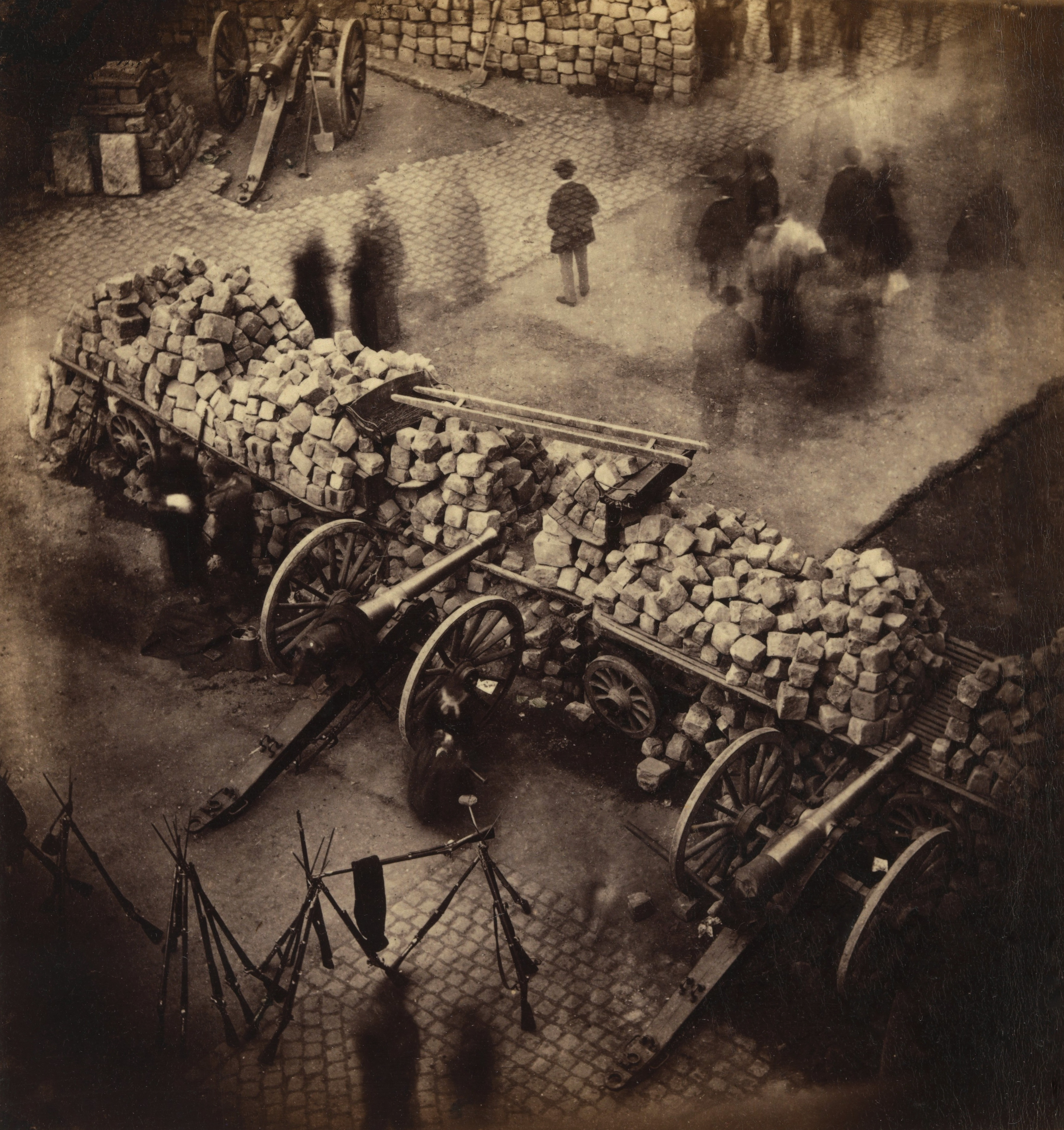
Barricade de la Rue de Rivoli, près la Mairie.

Selon José Álvarez Junco, les événements de Paris impliquent pour la bourgeoisie espagnole «la découverte soudaine d'un ennemi nouveau, mystérieux et menaçant. Ce n'est pas qu'ils ignoraient auparavant les antagonismes de classe, bien explicites, mais plutôt que désormais la classe soumise apparaissait organisée (avec l'Internationale) et dans une posture d'action.» Le jugement de Manuel Tuñón de Lara rejoint cette affirmation : selon lui, la Commune de Paris provoqua une «psychose de terreur non seulement dans les milieux conservateurs et de droites, mais aussi dans bien des milieux bourgeois».
Le 31 mars 1871, deux semaines seulement après le début de la Commune, le journal conservateur Diario de Barcelona publie : «Il ne fait aucun doute que les agents de l'Internationale sont arrivés en Espagne dans le but d'allumer le feu de la sédition dans les capitales les mieux disposées à cet effet». Le journal ajoute : «Quelques journaux [de Madrid] appellent, avec justice, l'attention du gouvernement sur les travaux de l'Internationale à Madrid, Barcelone et Valence, où l'on veut influencer la classe ouvrière vers le communisme et préparer non pas une révolution politique, mais une révolution sociale de ceux qui n'ont pas de fortune contre ceux qui la détiennent». Le 2 mai, un groupe de « porristas » (cheerleaders) fait irruption dans le banquet de solidarité franco-espagnole organisé par la section de l'Internationale de Madrid. Les  assistants «traînés par ce cosmopolitisme insensé qui a maintenant l'Internationale comme principal organe », combattent «toute idée de patriotisme», selon les journaux conservateurs de l'époque. Une vingtaine de personnes est blessée, sans intervention des agents de l'autorité. Deux députés du Parti républicain démocratique fédéral interpellent alors le gouvernement du général Serrano.
Une des premiers réactions des autorités fut l'interdiction des grèves et des réunions, décrétée par le gouverneur civil de Barcelone. La descente dans les locaux des «Trois Classes de la Vapeur» et l'arrestation de son président Bové le 29 avril suivent cette restriction. Ces actes causent, le 22 mai, une protestation dans les tribunaux de la part de députés républicains fédéraux catalans (Baldomero Lostau, Estanislao Figueras et Eusebi Pasqual i Casas). Un vif débat sur l'Internationale, qui coïncide avec la défaite de la Commune, est suscité. Le ministre de l'Intérieur Práxedes Mateo Sagasta déclare que les Internationalistes sont des perturbateurs étrangers : «plus de trois cents étrangers, envoyés par l'Association Internationale de Travailleurs (AIT) dont la mission est de perturber l'ordre et de faire du prosélytisme ». Il s'agit en réalité de Communards fuyant la répression.  II ajoutent que l'action de ces «perturbateurs» consiste à «susciter chez les masses ouvrières des éléments de désordre, promouvoir des grèves, séduire et corrompre, avec des dons, ces travailleurs moins experts ou plus disposés à l'oisiveté». Il termine son intervention par une parole énigmatique :  «L'Internationale, cela suffit pour aujourd'hui ; je précise garder certaines choses que je sais, pour en savoir bien plus». Sa proposition est rejetée, avec 152 votes contre et 74 pour.
Six jours après, le 28 mai 1871, Mateo Sagasta envoie une circulaire aux gouverneurs civils. Il leur confère les pleins pouvoirs pour agir contre l'Internationale. Le 3 juin, il annonce au Parlement qu'il ne tolèrerait aucune propagande subversive.   La Fédération, journal internationaliste, est interdite quelques jours plus tard, (pour la publication du Manifeste de quelques partisans de la «Commune» pour les puissants de la terre) et son administrateur Gaspar Sentiñón (es) est arrêté et conduit au château de Montjuïc avec Bové (ils en sortent en septembre en raison d'une amnistie). Le journal madrilène La Solidarité fait aussi l'objet d'une suspension. À sa place est publiée L'Émancipation, le 19 juin, revue dirigée par José Mesa. Dans d'autres localités sont effectuées d'autres arrestations et perquisitions. Le 3 juin, en réaction à cette situation, le Conseil Fédéral quitte Madrid pour Lisbonne (où il contribue à la création de la section portugaise de l'Internationale). Anselmo Lorenzo, Tomás González Morago (es) et Francisco Mora Méndez (es) y sont présents (Ángel Mora  reste à Madrid, prétendant avoir quitté l'Internationale). Le Conseil exilé convient de suspendre le Congrès de Valence et de le remplacer par une «Conférence réservée» qui se tient aussi à Valence le 10 septembre,

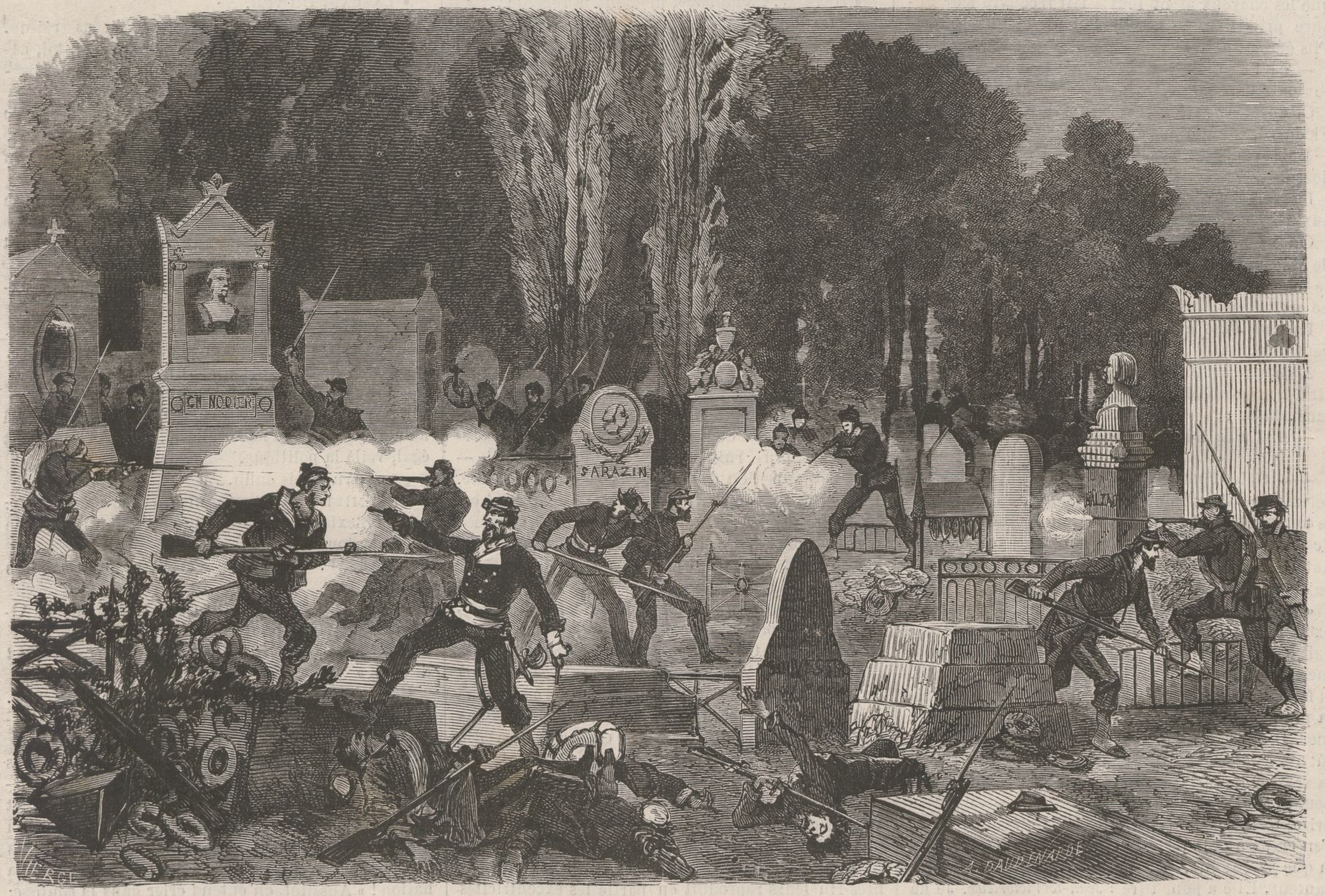
Répression des derniers insurgés au cimetière du Père-Lachaise, le 27 mai, à vingt heures, dessin de Daniel Urrabieta Vierge, Le Monde Illustré.

Les débats dans les tribunaux reprennent, car la question de la politique menée par le gouvernement envers les réfugiés de France se pose. Sagasta y répond : «les évènements criminels survenus à Paris sont en dehors de la politique, et ses auteurs ne peuvent s'envisager comme des hommes politiques. Ce sont des délinquants qui seront livrés aux autorités françaises lorsque celles-ci solliciteront leur extradition». Des députés le félicitent, pour ses « énergiques protestations contre les horribles attentats commis par la Commune de Paris » et s'associent «au sentiment d'indignation que réveille en toutes les consciences la conduite de ces criminels qui violèrent les lois de l'Humanité». La motion est approuvée par 235 votes pour et 25 contre. Le 14 juin, Sagasta affirme que l'Internationale à pour finalité le fait de «détruire la famille, détruire la société, effacer la patrie, faire disparaître par la force tous les éléments de la civilisation connus».
Depuis Lisbonne, le Conseil de l'Internationale contra les accusations de Sagasta dans une lettre dirigée au «citoyen ministre de l’Intérieur». 
 
Chez la bourgeoisie espagnole, la Commune provoque non seulement une réaction défensive, mais aussi une certaine «prise de conscience» de la question sociale. Ainsi, le 15 juin, le Chambre des députés convient, à l'unanimité, de former une commission «pour étudier l'état moral, intellectuel et matériel des classes laborieuses», ayant pour objet de faire, en conséquence, «tout ce qui peut contribuer à élever sa condition en améliorant le sort de ces classes».
Un des effets de la Commune chez les classes dirigeantes espagnoles est la publication, plusieurs mois après mai, de La Défense de la Société. Revue d'intérêts permanents et fondamentaux contre les doctrines et des tendances de l'Internationale. Complètement étrangère aux partis politiques. Religion-Famille-Patrie-Travail-Propriété.

## Effets de la Commune de Paris sur le mouvement ouvrier espagnol
En juillet 1870,  le Conseil Fédéral de la FRE-AIT envoie un message aux travailleurs de France et de Prusse pour empêcher la guerre franco-allemande : «Travailleurs de Prusse et de France ! Il est encore temps ; vous pouvez encore éviter la guerre en vous embrassant fraternellement et en jetant au Rhin ces armes qui, loin de constituer votre force, sont, au contraire, le plus solide lien de vos chaînes». En matière d'opposition à la guerre, La Solidaridad  publie un article intitulé «La Guerre» signé par P.I., initiales d'un jeune typographe, récemment arrivé à Madrid et adhérent à l'Internationale, nommé Paulino Iglesias. (On découvre plus tard, par son acte de baptême, qu'il s'appelle en fait Pablo). Selon Josep Termes, « la Commune de París contribua grandement à renforcer et à rendre plus impénétrable le clivage entre le mouvement ouvrier et le républicanisme. Pour les internationalistes, les évènements parisiens démontrent clairement que bourgeoisie et prolétariat sont des classes antagonistes, aux visées et intérêts radicalement opposés. Ce fait fut dit et écrit plusieurs fois auparavant, mais la Commune leur fut une démonstration pratique de la théorie des classes. L'Internationale enchaîna logiquement les causes et les effets, et pensa que si la bourgeoisie républicaine française assassinait les ouvriers et s'opposait à la liberté et au fédéralisme, alors, cela signifie que la République bourgeoise est l'ennemie de l'ouvrier, au même titre que la monarchie. »José Alvarez Junco partage ce point de vue et indique que « dans l'évolution [du mouvement ouvrier espagnol], le républicanisme fédéral vers l'internationalisme, principalement bakouniniste, la Commune de Paris marqua un jalon, car elle signifiait la perte des illusions républicaines pour une partie des travailleurs "conscients"». Le 6 aout 1871, le Conseil Fédéral de la FRE-AIT s'exprime en ces termes :
« La vieille aristocratie ayant été détruite et la classe moyenne ayant réussi à prendre sa place... la classe ouvrière, le prolétariat... ne voit pas et ne peut pas voir dans les prérogatives et les privilèges du capital autre chose que le remplacement de l'ancien féodalisme de l'aristocratie par le féodalisme capitaliste. »

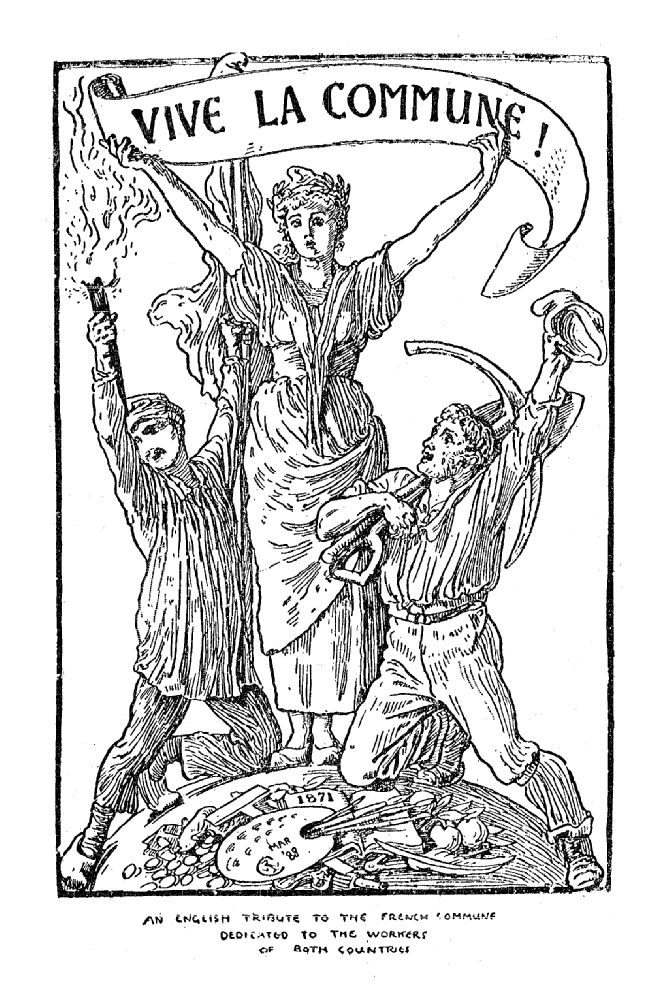
Gravure française de 1908 célébrant la Commune

Le journal La Emancipación publie un article intitulé  Pourquoi nous combattons le parti républicain où il est écrit : 
« Entre la république parlementaire d' Adolphe Thiers et Jules Favre, et la république représentative que les bourgeois aimeraient établir en Espagne, nous ne voyons pas la moindre différence… Si les républicains montaient au pouvoir et si nous leur demandions l'application rigoureuse des principes démocratiques, ils ne nous répondraient ni plus ni moins que leurs coreligionnaires en France, par la bouche des canons. »
Les critiques aux républicains fédéraux se poursuivent. En avril 1872, la Fédération locale de l'Internationale de Palma de Majorque édite une brochure intitulée Ce qu'est le Parti Republicain devant l'ouvrier moderne dans lequel le parti est qualifié de «sbires des classes conservatrices de l'ordre existant», en ajoutant que «dans cette société d'exploités et d'exploitants, de victimes et bourreaux, il est un devoir pour la classe laborieuse en général de ne pas participer aux élections».
La Commune de Paris a pour effet sur le mouvement ouvrier espagnol de renforcer son antimilitarisme et son antipatriotisme. Il fait de l'"insurrection" la voie révolutionnaire fondamentale lorsque le FRE fut contraint de développer son activité dans la clandestinité après son interdiction définitive en janvier 1874.  Alors, la Commune devient un mythe, et chaque 18 mars est célébré le soulèvement du peuple de Paris contre «les éternels oppresseurs de l'humanité» et le début de sa «révolution glorieuse», et chaque 28 mai, on commémore le fait que «la Commune fut noyée de sang, dans la tuerie la plus effrayante des temps modernes. La classe laborieuse, qui vit en la  Commune l'aube d'une société nouvelle, retombe dans l'enfer de la société bourgeoise».
Le texte du manifeste est le suivant : 
MANIFESTE DE CERTAINS PARTISANS DE LA COMMUNE AUX PUISSANTS DE LA TERRE :
Classe privilégiée, fortunés de la terre, avares insatiables et fainéants, respirez tranquilles ; ne craignez pas pour vos privilèges ; ne craignez pas pour votre sécurité.[...]
Malheureux ! Êtes-vous si aveugles, pour ne pas voir qu'anéantir les défenseurs de la Commune revient à anéantir tous les travailleurs du monde ?
[...]
Ci-après, tout est légitime : entre vous et nous, le compromis n'a pas lieu d'être. Une abyme de sang, une abyme de crimes, une inaccessible montagne intolérance nous sépare. Vous l'avez voulu ; vous l'avez dit ; vous, enfin, l'avez fait : guerre à mort, guerre du producteur contre le parasite et l'exploiteur, guerre entre riches et pauvres, et guerre entre ceux qui, sans rien produire, consomment tout et ceux qui, produisant tout, n'ont pas de pain à donner à leurs enfants. [...]
 En un mot : les évènements de Paris, que nous acceptons, pour ce qui se réfère à la Commune, dans tous ses aspects, sans habile exception d'aucun type, sont venus nous prouver que si un jour vous nous entraînez dans la lutte en tant que classe, s'ils fusillent et assassinent, nous devrons réduire ces extrémités à une seule : nous irons vite avec les villes et avec vous.
C'est en toute confiance et en toute tranquillité que vous pourrez crier :
La Commune est morte ; il ne reste aucun de ses partisans.
À ce cri, nous, plusieurs millions de travailleurs, vous répondrons depuis toutes les régions de l'Europe : LA COMMUNE EST MORTE !! VIVE LA COMMUNE !! 
Madrid, 4 juin 1871. Anselmo Lorenzo, Francisco Mora, Tomás González Morago.